# District de Montmarault
Le district de Montmarault était une division territoriale française du département de l'Allier de 1790 à 1795.
Il comprenait les cantons de Montmarault, Cressanges, Doyet, le Montet, Saint-Hilaire, Target et Villefranche-d'Allier.